# Liu Yifei

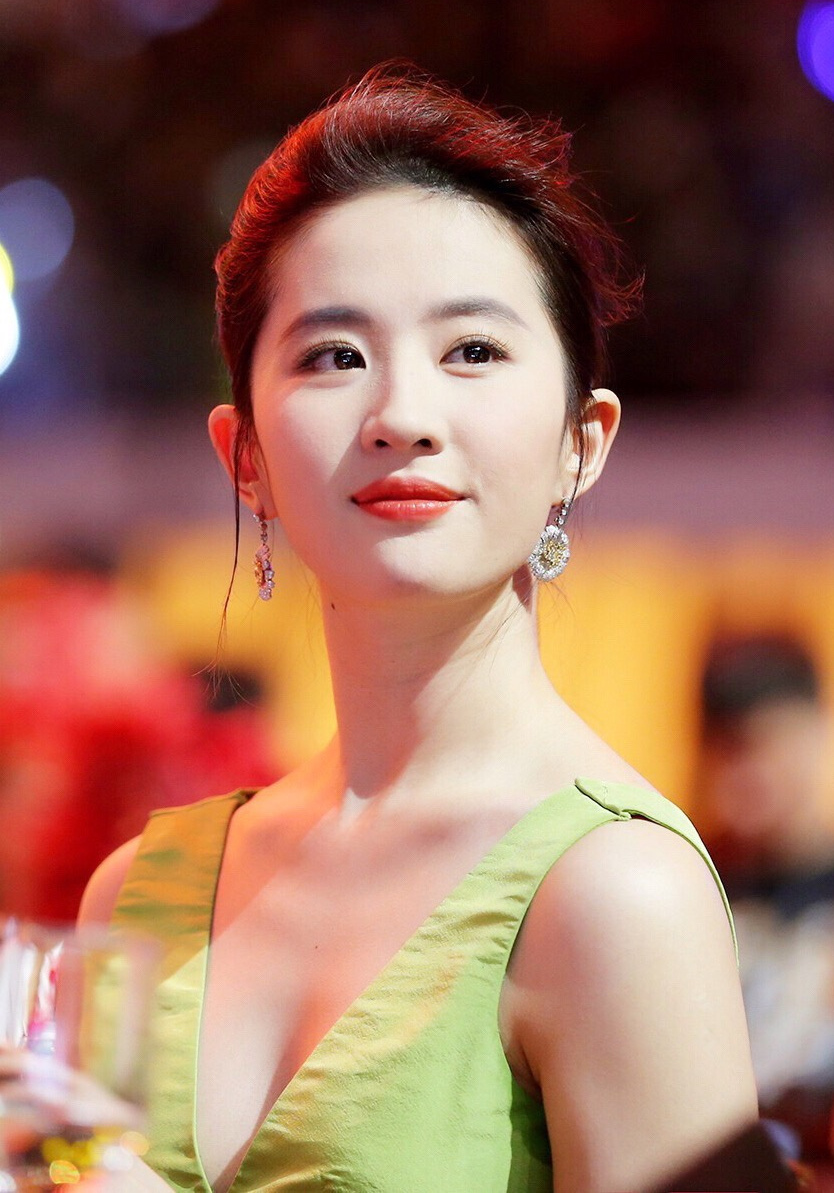
Liu Yifei, 2016

Liu Yifei (chinesisch 劉亦菲 / 刘亦菲, Pinyin Liú Yìfēi, bürgerlicher Name Liu Ximeizi 劉茜美子 / 刘茜美子,  Liú Xīměizǐ; * 25. August 1987 als An Feng 安風 / 安风,  Ān Fēng in Wuhan, Hubei), auch bekannt als Crystal Liu, ist eine chinesisch-US-amerikanische Schauspielerin und Sängerin.

## Biografie
Nachdem die Ehe ihrer Eltern früh geschieden wurde, lebte Ximeizi, wie sie damals noch mit Vornamen hieß, bei ihrer Mutter. An ihrem neunten Geburtstag bekam sie von ihrer Mutter einen Kristall geschenkt, der ihr so gut gefiel, dass sie sich fortan Crystal nannte. Gleichzeitig war hierdurch ihre Sammelleidenschaft für  Swarovski-Kristalle geweckt, was noch immer zu ihren leidenschaftlichen Hobbys gehört.

### Schauspielerei
Als sie elf Jahre war, zog ihre Mutter mit ihr nach New York und sie lebten vier Jahre in den USA. Im Juni 2002 kehrte Crystal nach China zurück, um in ihrer Heimat eine Schauspielkarriere zu starten. Zu jener Zeit wählte sie den Vornamen Yifei als Künstlernamen. Im September 2002 bewarb sie sich um die Aufnahme an der Beijing Film Academy und gehörte von den über 100.000 Bewerberinnen zu den 500, die ausgewählt wurden. Mit 14 ½ Jahren war sie die jüngste Schülerin, die jemals an dieser Schauspielakademie studierte.
Schon bald nach der Aufnahme in die Schauspielakademie von Peking, die sie im Juli 2006 erfolgreich abschloss, wirkte sie in diversen Filmen und Fernsehserien mit. Der internationale Durchbruch als Filmschauspielerin gelang ihr in der Rolle der Sperling an der Seite von Jackie Chan in der US-chinesischen Co-Produktion The Forbidden Kingdom, die 2008 uraufgeführt wurde.
2011 spielte sie in Wilson Yips (葉偉信) Neuverfilmung von A Chinese Ghost Story die Rolle der Siu-sin, einer romantisch veranlagten Dämonin, die sich aus Liebe zu einem Mann gegen ihre Herrin, einen alten menschfressenden Baumgeist, auflehnt.
Am 29. November 2017 wurde Liu Yifei für die Titelrolle der Hua Mulan in Disneys kommendem Abenteuerfilm Mulan, ein Remake des Zeichentrickklassikers von 1998, gecastet. Nachdem Liu in sozialen Netzwerken ihre Unterstützung für die Hongkonger Polizei im Rahmen der Proteste im Jahr 2019 bekundete, forderten Hongkonger Demonstranten und deren Unterstützer unter dem Hashtag #BoycottMulan den Boykott des Films Mulan.

### Gesang
Im August 2005 erhielt sie von Sony Music Japan einen Produktionsvertrag, worauf sie vorübergehend nach Japan zog. Am 19. Juli 2006 veröffentlichte Sony Music ihre erste Single mit dem Titel Mayonaka no Doa. Ihr erstes Musikalbum erschien am 5. September 2006 in China unter dem Titel Liu Yifei, ihr erstes Album in Japan (All My Words) am darauffolgenden Tag.

## Filmografie (Auswahl)
- 2002: The Story of a Noble Family (TV)
- 2003: Demi-Gods and Semi-Devils (TV)
- 2004: Love of May
- 2004: The Love Winner
- 2005: Chinese Paladin (TV)
- 2005: Doukou Nianhua (Yinse Nianhua, TV)
- 2006: The Return of the Condor Heroes (TV)
- 2006: Abao de Gushi
- 2008: The Forbidden Kingdom
- 2010: Love In Disguise
- 2011: White Vengeance
- 2011: A Chinese Ghost Story (Remake)
- 2012: The Four
- 2012: Assassins
- 2013: The Four II
- 2014: The Four III
- 2014: Outcast – Die letzten Tempelritter (Outcast)
- 2015: Le Paon de Nuit
- 2015: The Third Way of Love (Di san zhong aiqing)
- 2016: Never Gone (Zhi qingchun 2: Yuanlai ni hai zai zhe li)
- 2017: The Chinese Widow (Fenghuo fang fei)
- 2017: Hanson and the Beast (Er dai yaojing zhi jinsheng you xing)
- 2017: Once Upon a Time (Sansheng sanshi shi li taohua)
- 2020: Mulan

Quelle: Hong Kong Movie Database

## Diskografie
- 2006 Mayonaka no doa (真夜中のドア, japanische Single)[4]
- 2006 Liu Yifei (劉亦菲 / 刘亦菲, chinesisches Album)[5]
- 2006 All My Words (japanisches Album)[6]